# Discografia di George Harrison
La discografia di George Harrison, cantante e chitarrista britannico dapprima attivo con i Beatles e in seguito anche come solista, si compone di dodici album in studio, tre dal vivo, cinque raccolte e oltre trenta singoli.

## Album

### Album in studio
- 1969 – Electronic Sound
- 1970 – All Things Must Pass
- 1973 – Living in the Material World
- 1974 – Dark Horse
- 1975 – Extra Texture (Read All About It)
- 1976 – Thirty-Three & 1/3
- 1979 – George Harrison
- 1981 – Somewhere in England
- 1982 – Gone Troppo
- 1987 – Cloud Nine
- 2002 – Brainwashed (postumo)

### Album dal vivo
- 1971 – The Concert for Bangladesh
- 1992 – Live in Japan

### Raccolte
- 1976 – The Best of George Harrison
- 1989 – Best of Dark Horse 1976-1989
- 2004 – The Dark Horse Years 1976-1992
- 2009 – Let It Roll: Songs by George Harrison
- 2012 – Early Takes: Volume 1
- 2014 – The Apple Years 1968-75

### Colonne sonore
- 1968 – Wonderwall Music

## Singoli
- 1970 – My Sweet Lord/Isn't It a Pity
- 1971 – What Is Life
- 1971 – Bangla Desh/Deep Blue
- 1973 – Give Me Love (Give Me Peace on Earth)
- 1974 – Ding Dong, Ding Dong
- 1975 – Dark Horse
- 1975 – You
- 1975 – This Guitar (Can't Keep from Crying)
- 1976 – This Song
- 1977 – Crackerbox Palace
- 1977 – True Love
- 1977 – It's What You Value
- 1979 – Blow Away
- 1979 – Love Comes to Everyone
- 1979 – Faster
- 1981 - All Those Years Ago
- 1981 – Teardrops
- 1982 – Wake Up My Love
- 1983 – I Really Love You
- 1983 – Dream Away
- 1985 – I Don't Want to Do It
- 1986 – Shanghai Surprise (singolo radiofonico)
- 1987 – Got My Mind Set on You
- 1987 – Devil's Radio (singolo radiofonico)
- 1988 – When We Was Fab
- 1988 – Cloud 9 (singolo radiofonico)
- 1988 – This Is Love
- 1989 – Cheer Down
- 1989 - Poor Little Girl (singolo radiofonico)
- 2001 – My Sweet Lord (2000)
- 2002 – Stuck Inside a Cloud (singolo radiofonico)
- 2003 – Any Road

## Collaborazioni
- 1969 - Goodbye, Cream

George compone insieme a Eric Clapton il brano Badge.
- 1970 - Encouraging Words, Billy Preston

George produce il  disco del musicista statunitense e suona la chitarra in quasi tutti i brani, tra cui due brani da lui composti (My Sweet Lord e All Things Must Pass) e uno composto a quattro mani (Sing One for the Lord).
- 1971 - Imagine, John Lennon

George suona il dobro in Crippled Inside, e la chitarra slide e solista in I Don't Wanna Be a Soldier Mama I Don't Wanna Die, Gimme Some Truth, Oh My Love e How Do You Sleep?.
- 1971 - Straight Up, Badfinger

George suona la chitarra slide in Day After Day e la chitarra in I'd Die Babe.
- 1972 - Some Time in New York City, John Lennon

George suona la chitarra in Cold Turkey e Don't Worry Kyoko, brani suonati live il 15 dicembre 1969 ed inseriti nel secondo disco dell'album.
- 1973 - Ringo, Ringo Starr

George compone insieme a Ringo Photograph, da solo Sunshine Life for Me e insieme a Mal Evans You and Me (Babe); suona la chitarra in I'm the Greatest e in You and Me (Babe), canta e suona la chitarra in Photograph e in Sunshine Life for Me.

## Videografia
- 1972 - The Concert for Bangladesh
- 2005 - The Concert for Bangladesh

Ripubblicazione del film del celebre concerto in due DVD; il primo contenente il concerto nella sua versione originale, il secondo una serie di interviste ad artisti partecipanti ed a personaggi correlati con il concerto.
- 2011 - George Harrison: Living in the Material World

Film-documentario narrante l'intera vita di George Harrison attraverso le testimonianze di molti amici e parenti, tra cui Paul McCartney e Ringo Starr, di George stesso e attraverso molti filmati e registrazioni per la maggior parte inedite; regia di Martin Scorsese.